# کوکاویتسا (ولادیچین خان)
کوکاویتسا (به صربی: Kukavica) یک منطقهٔ مسکونی در صربستان است که در ولادیچین خان واقع شده‌است. کوکاویتسا ۲۰ نفر جمعیت دارد.